# Southern All Stars
Southern All Stars (サザンオールスターズ, Sazan Ōrusutaazu), também conhecida comoSazan (サザン) e SAS, é uma banda japonesa de rock. É composta por Keisuke Kuwata (vocal e guitarra), Yuko Hara (vocal e teclado), Kazuyuki Sekiguchi (baixo), Hiroshi Matsuda (bateria) e Hideyuki "Kegani" Nozawa (percussão). Além da formação atual, o ex-guitarrista Takashi Omori participou da banda até 2001. Até 2008, lançaram mais de 40 singles que alcançaram o top dez e 16 álbuns número um nas paradas da Oricon no Japão.
Sua coletânea de 1998 Umi no Yeah!! vendeu mais de 3,3 milhões de cópias e se tornou o álbum duplo mais vendido da história da música japonesa. A canção de maior sucesso comercial "Tsunami", lançada em 2000, vendeu mais de 2,9 milhões de cópias apenas no Japão, e deu à banda a honra de ganhar o 42º Japan Record Awards.